# Tetela de Ocampo
Der etwa 6.000 Einwohner zählende Ort Tetela de Ocampo ist der Hauptort der gleichnamigen Gemeinde (municipio) mit insgesamt ca. 30.000 Einwohnern im mexikanischen Bundesstaat Puebla. Der Ort erhielt seinen Beinamen im Jahr 1861 nach dem Politiker und Sozialreformer Melchor Ocampo, der kurz zuvor hingerichtet worden war. Seit dem Jahr 2020 ist der Ort als Pueblo Mágico eingestuft.

## Lage und Klima
Der Ort liegt in einem ca. 1735 m hoch gelegenen Tal. Die Millionenstadt Puebla ist ca. 160 km (Fahrtstrecke) in südwestlicher Richtung entfernt; bis nach Mexiko-Stadt sind es ca. 240 km ebenfalls in südwestlicher Richtung. Das Klima ist zumeist mild; Regen (ca. 750 mm/Jahr) fällt nahezu ausschließlich während der Sommermonate. 

## Bevölkerung
| Jahr      | 2000 | 2020 |
| Einwohner | 3892 | 5612 |

Die meisten Einwohner der Kleinstadt sind indianischer Abstammung; auch der Anteil von Mestizen ist relativ hoch. Nur noch ein kleiner Teil der Einwohner der Gemeinde spricht den regionalen Nahuatl-Dialekt; Umgangssprache ist meist Spanisch.

## Wirtschaft
Der Feldbau bildete lange Zeit die Lebensgrundlage des Ortes. Heute sind Handel und Dienstleistungen aller Art von größter Bedeutung für das Leben der Kleinstadt.

## Geschichte
Tetela de Ocampo war bereits vor der Ankunft der Spanier und deren Stadtgründung von Nahuatl sprechenden Indios (Chichimeken) besiedelt; oft wird das Jahr 1219 als Gründungsjahr der Stadt genannt. Die Bekehrung der Indios und die Verwaltung des Ortes lagen danach jahrhundertelang in den Händen des Franziskanerordens. In der Schlacht bei Puebla am 5. Mai 1812 nahmen auch einige Bürger (Los Tres Juanes) aus Tetela teil; ihr Wahlspruch war Los tetelenses no temblamos ni de hambre, ni de frio, ni de miedo („Die Leute aus Tetela zittern weder vor Hunger und Kälte noch vor Angst!“)

## Sehenswürdigkeiten
- Die imposante Iglesia Santa María de la Asunción ist eine einschiffige Kuppelkirche mit Strebepfeilern im Äußeren aus dem 19. Jahrhundert. Ursprünglich scheinen zwei Turmaufsätze geplant worden zu sein, doch bei einer Pfarrkirche wurde oft nur einer vollendet.[3]
- Das Museo de los Tres Juanes erinnert an die Schlacht von Puebla.[4]
- Zwei weitere Museen (Casa Museo Posada Olayo und Casa Museo Tlapalcalli) widmen sich lokalen Traditionen.